# Perpetual beta
Con il termine perpetual beta si indicano quei progetti software che vengono aggiornati in maniera pressoché continua, tanto rapidamente che non esiste più la distinzione tra versione di test e quella di versione di produzione.
Eventuali errori vengono corretti rapidamente, così come vengono aggiunte a ciclo continuo nuove funzionalità, questo fa sì che i bug vengano comunque risolti, ma ad ogni revisione ci siano delle novità.
Il concetto di perpetual beta si è sviluppato parallelamente all'esplosione dei progetti open source, ma sta vivendo la sua piena espansione nell'ambito del web 2.0.

## Nascita del termine
Tim O'Reilly, considerato il teorico del Web 2.0, ha descritto il concetto in una intervista il 2005-09-30:
(Tim O'Reilly. What Is Web 2.0. 4. End of the Software Release Cycle)

## Critiche
- Una delle preoccupazioni più importanti è che questa continua corsa alla pubblicazione anticipata di un software porti a un lavoro di qualità complessivamente inferiore rispetto a un prodotto sviluppato secondo la prassi normale fatta di fasi di test relativamente lunghe e di versioni stabili a distanza l'una dall'altra.
- La modifica continua di un software a volte porta un contemporaneo cambio di standard nell'interfaccia, nei metodi di funzionamento e di eventuali formati di input e output.
- Gli utenti meno esperti possono rimanere disorientati da un aggiornamento continuo e il termine versione beta li può (non senza ragione) portare a credere che un certo software sia in una fase intermedia di sviluppo e che non sia ancora pronto per il pubblico più ampio.